# Daniel Urbejtel
Daniel Urbejtel (né le 19 février 1931 dans le 12e arrondissement de Paris et mort le 28 juin 2022 à Rueil-Malmaison) est un Français de 13 ans, arrêté avec son frère Henri Urbejtel (15 ans), dans la rafle de l'avenue Secrétan qui prend place dans la nuit du 21 au 22 juillet 1944 au no 70 de l'avenue Secrétan dans le 19e arrondissement de Paris, dans un centre de l'UGIF. Les victimes sont déportées par le Convoi no 77, en date du 31 juillet 1944, le dernier grand convoi au départ de la gare de Bobigny, de Drancy vers Auschwitz. Daniel Urbejtel et son frère Henri Urbejtel survivent à la Shoah. Daniel Urbejtel devient un témoin.

## Biographie
Daniel Urbejtelest né le 19 février 1931 dans le 12e arrondissement de Paris. Il est le frère cadet de Henri Urbejtel. Son père est Wolf Urbejtel, né le 5 mars 1905 à Varsovie en Pologne et sa mère est Rywka Urbejtel (née NAUCZYCIEL), née le 1er janvier 1901 à Olszanka en Pologne. Son père est tourneur sur métaux
Son frère aîné, Henri Urbejtel, est né le 9 décembre 1928 dans le 12e arrondissement de Paris. Il a une sœur née en 1938.
Daniel Urbejtel est décédé le 28 juin 2022.

### Déportations
Les parents, Wolf Urbejtel (38 ans) et Rywka Urbejtel (42 ans) sont déportés par le Convoi No. 53, en date du 25 mars 1943, de Drancy vers Auschwitz. Leur dernière adresse est au 17 rue du 14-Juillet à Bois-Colombes (Seine).
Daniel Urbejtel (13 ans) est arrêté avec son frère Henri Urbejtel (15 ans), dans la rafle de l'avenue Secrétan qui prend place dans la nuit du 21 au 22 juillet 1944 au no 70 de l'avenue Secrétan dans le 19e arrondissement de Paris, dans un centre de l'UGIF. Ils sont déportées par le Convoi no 77, en date du 31 juillet 1944, le dernier grand convoi au départ de la gare de Bobigny, de Drancy vers Auschwitz.
Les deux frères rentrent de déportation, la sœur était restée cachée en France.

### Après la guerre
Daniel Urbejtel témoigne sur la Shoah. Il se convertit au catholicisme.

## Distinctions
- Chevalier de la Légion d'honneur, 31 décembre 2014[7]
- Commandeur de la Légion d'honneur, 31 décembre 2021[8]
- Commandeur de l'ordre national du Mérite (2020)